# Grand China Air
大新华航空
Grand China Air (大新华航空/Dà Xīn Huá Hángkōng) est une compagnie aérienne chinoise basée à l'Aéroport international de Haikou Meilan.

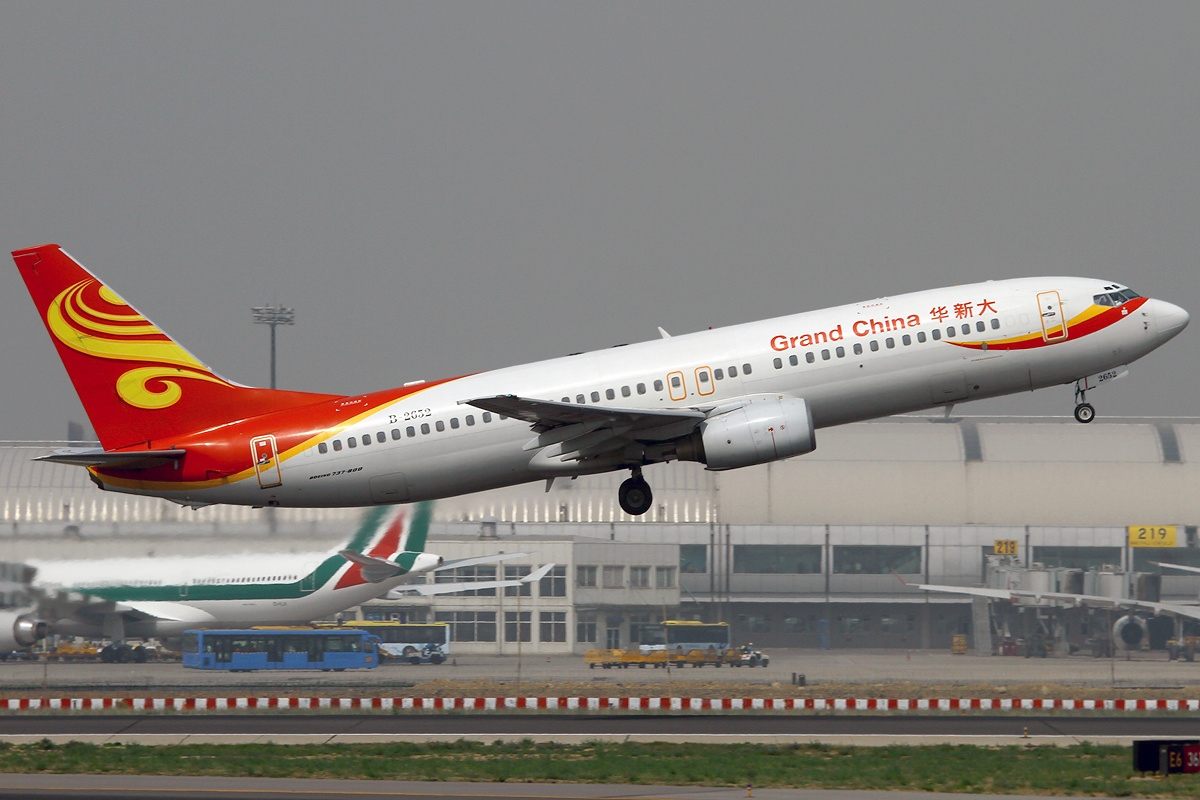
Boeing 737-84P de Grand China Air

Grand China Air est dirigée par Grand China Airlines Holding Company (GCAHC), société détenue par le gouvernement du Hainan (48,6 %), George Soros (18,6 %), et le groupe HNA (32,8 %),.

## Histoire
Grand China Air fut formé le 29 novembre 2007 sous l'initiative de la principale compagnie du groupe HNA, Hainan Airlines, en fusionnant les autres filiales du groupe Shanxi Airlines (en), Chang'an Airlines, et China Xinhua Airlines.

## Destinations
Grand China Air propose les destinations d'Hainan Airlines.

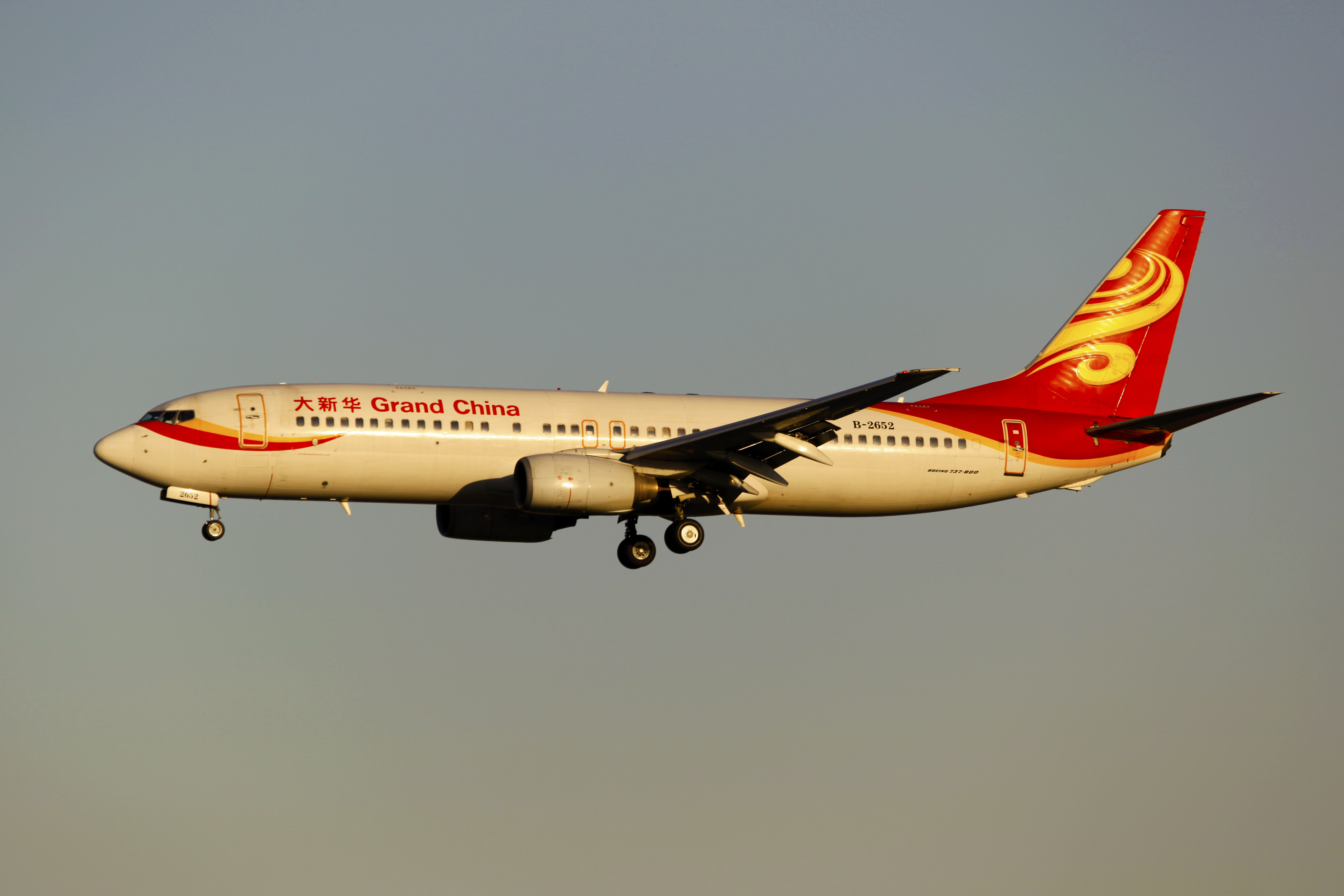
Un Boeing 737-84P de Grand China Air à Pékin

## Flotte

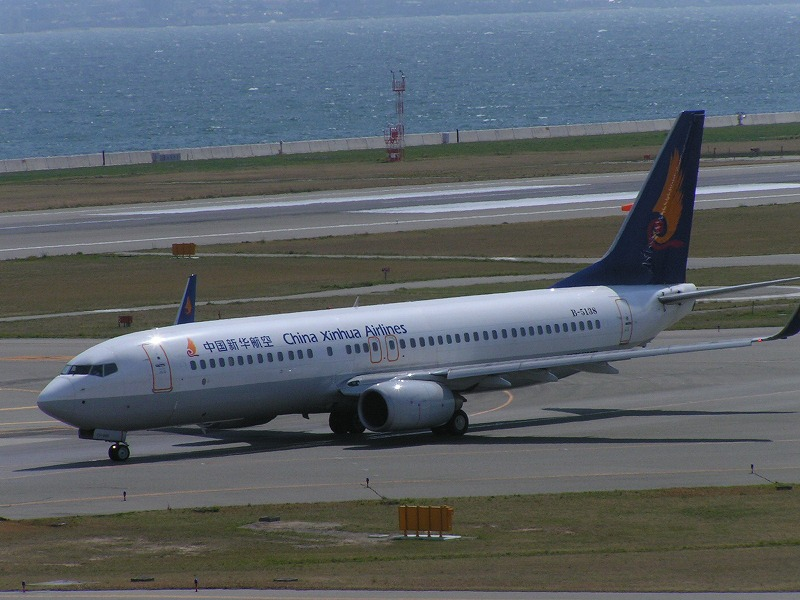
Boeing 737-800 de China Xinhua Airlines à l'Aéroport international du Kansai, Japon. (2007)

En octobre 2020, la flotte de Grand China Air comprend les appareils suivants: